# الاتحاد الألماني لصناعة الطيران
الاتحاد الألماني لصناعة الطيران (بالألمانية: Bundesverband der Deutschen Luft- und Raumfahrtindustrie) جمعية مسجلة لمصالح هذا القطاع وتكون الجهة الساهرة على تنظيم معارض في مجال الطيران، وتعتبر صناعة الطيران كقطاع مفتاح في مجال التكنولوجيا المستقبلية من أهم القطاعات التنموية للاقتصاد الألماني.

## الروابط الخارجية
- الموقع الرسمي للأتحاد